# Vesela Gora
Vesela Gora este o localitate din comuna Šentrupert, Slovenia, cu o populație de 46 de locuitori.